# Stora Rullesjön
Stora Rullesjön är en sjö i Ale kommun i Västergötland och ingår i Göta älvs huvudavrinningsområde. Sjön är 17,1 meter djup, har en yta på 0,13 kvadratkilometer och befinner sig 129,6 meter över havet. Sjön ligger i naturreservatet Risvedens vildmark och avvattnas av Råttån som via Forsån rinner ut i Grönån sydväst om Skepplanda.

## Delavrinningsområde
Stora Rullesjön ingår i det delavrinningsområde (643296-128693) som SMHI kallar för Ovan Grönå. Medelhöjden är 82 meter över havet och ytan är 37,79 kvadratkilometer. Räknas de 3 avrinningsområdena uppströms in blir den ackumulerade arean 96,05 kvadratkilometer. Forsån / Grönån som avvattnar avrinningsområdet har biflödesordning 2, vilket innebär att vattnet flödar genom totalt 2 vattendrag innan det når havet efter 41 kilometer. Avrinningsområdet består mestadels av skog (59 %) och jordbruk (28 %). Avrinningsområdet har 0,57 kvadratkilometer vattenytor vilket ger det en sjöprocent på 1,5 %.